# Лукоский, Казимеж
Казимеж Лукоский (13 сентября 1890 — апрель 1940, Харьков) — польский военный деятель, бригадный генерал Войска Польского. 
Окончил школу Врублевского в Варшаве (1910 год), получил высшее сельскохозяйственное образование в Вене (1914 год). Во время учёбы в Австро-Венгрии участвовал в деятельности польской военизированной Стрелецкой дружины под псевдонимом «Орлик», который впоследствии стал частью его фамилии.
Во время Первой мировой войны в 1914 году служил в Польских легионах, командовал батальоном в 3-м, затем во 2-м пехотном полку, был ранен в июне 1916 года в бою под Гусятином. В 1918 году вступил во 2-й польский корпус, командовал 14-м полком в 4-й стрелковой дивизии генерала Люциана Желиговского. Затем воевал на Кубани против Красной армии в качестве командира 2-го стрелкового полка и начальника штаба 4-й дивизии. Через Одессу добрался до Франции, где вступил в армию генерала Юзефа Галлера, в которой командовал 48-м пехотным полком. Вместе с армией Галлера вернулся в Польшу. В 1919 году вступил в Войско Польское.
Участник советско-польской войны 1920 года, во время наступления на Киев польской армии командовал 21-й пехотной бригадой. Незадолго до перемирия стал командиром 22-й бригады. После войны командовал 12-й пехотной дивизией, расквартированной в Тарнополе (до 1925 года). В 1925—1927 годах — командир 15-й пехотной дивизии (Быдгощ), с 1927 года — командир 11-й пехотной дивизии (Станислав). В 1929—1930 годах проходил обучение в Высшей военной школе в Париже и в Высшей военной школе в Варшаве, после чего вернулся на пост командира 11-й дивизии.
Во время Второй мировой войны в сентябре 1939 года возглавил вновь сформированную оперативную группу «Ясло» в составе армии «Карпаты», а затем — Южную оперативную группу. В сентябре 1939 года был арестован и отправлен в Старобельский лагерь.